# Klek (Serbia)
Klek (cyr. Клек) – wieś w Serbii, w Wojwodinie, w okręgu środkowobanackim, w mieście Zrenjanin. W 2011 roku liczyła 2706 mieszkańców.